# Fiskala avgifter
Fiskala avgifter är en pålaga vars huvudsakliga syfte inte är att vara ersättning för gjorda tjänster utan i stället en "arbetsfri" inkomst för staten, d.v.s. en sorts skatt.

## Etymologi
Ordet fiskal är bildat på latinets fiskalis, som angår statskassan.